# 2. San-marinesisches Kabinett
Das 2. san-marinesische Kabinett amtierte vom 16. September 1943 bis zum 28. Oktober 1943.
Die ersten Parlamentswahlen in San Marino nach dem Sturz der faschistischen Regierung fanden am 5. September 1943 statt. Das Parlament (Consiglio Grande e Generale) wählte am 16. September eine neue Regierung (Congresso di Stato), der zehn Personen angehörten. Zu dieser Zeit gab es keine Parteien, das Kabinett setzte sich paritätisch zusammen aus fünf Angehörigen der Linken, die sich 1945 als Comitato della Libertà organisierte, und fünf Angehörigen der christlich-konservativen Kräfte, die sich 1945 zur Unione Sammarinese Democratca zusammenschlossen. 
Nach der Befreiung Mussolinis und der Besetzung Italiens durch deutsche Truppen kam es in San Marino zum Pakt der Befriedigung (Patto di Pacificazione). Ein Notstandskabinett mit erweiterten Befugnissen wurde ernannt, in das auch fünf Mitglieder der aufgelösten faschistischen Partei aufgenommen wurden.

## Liste der Minister
Die san-marinesische Verfassung kennt keinen Regierungschef, im diplomatischen Protokoll nimmt der Außenminister die Rolle des Regierungschefs ein.
Bis 1955 gab es feste Ressortzuweisungen nur in Ausnahmefällen. Nur die Ämter des Segretario per gli Affari Esteri (Außenminister) und Segretario per gli Affari Interni (Innenminister) gibt es bereits seit dem 19. Jahrhundert. Diese gehörten aber bis in die 50er Jahre nicht dem Congresso di Stato (Kabinett) an.
| Ressort     | Minister             | Amtszeit                              |
| ----------- | -------------------- | ------------------------------------- |
| Auswärtiges | Gustavo Babboni      | 16. September 1943 – 28. Oktober 1943 |
| Inneres     | Giuseppe Forcellini  | 16. September 1943 – 28. Oktober 1943 |
|             | Francesco Balsimelli | 16. September 1943 – 28. Oktober 1943 |
|             | Alvaro Casali        | 16. September 1943 – 28. Oktober 1943 |
|             | Marino Della Balda   | 16. September 1943 – 28. Oktober 1943 |
|             | Giacomino Gini       | 16. September 1943 – 28. Oktober 1943 |
|             | Sante Lonfernini     | 16. September 1943 – 28. Oktober 1943 |
|             | Teodoro Lonfernini   | 16. September 1943 – 28. Oktober 1943 |
|             | Ferruccio Martelli   | 16. September 1943 – 28. Oktober 1943 |
|             | Antonio Morganti     | 16. September 1943 – 28. Oktober 1943 |
|             | Enea Suzzi Valli     | 16. September 1943 – 28. Oktober 1943 |
|             | Luigi Tonnini        | 16. September 1943 – 28. Oktober 1943 |

### Bemerkungen
1. ↑  Segretario di Stato per gli Affari Esteri e Politici (nicht Mitglied des Congresso di Stato)
2. ↑  Segretario di Stato per gli Affari Interni e Finanze (nicht Mitglied des Congresso di Stato)